# Fumariòidies
Les fumariòidies (Fumarioideae) són una subfamília d'angispermes de la família de les papaveràcies (Papaveraceae). És el tàxon més diversificat d'aquesta família que inclou 20 gèneres i al voltant de 590 espècies (segons la classificació APG III de 2009), distribuïdes principalment per l'Hemisferi nord i la regió de Sud-àfrica.

## Descripció
Tots els membres d'aquest grup són herbacis encara que hi ha una gran diversitat de tipus de vida i ecologies. Alguns són geòfits efímers, rizomatosos, enfiladissos i casmòfits estrictes. Atenent a l'ecologia, existeixen espècies que habiten al sotabosc, alta muntanya, sòls arenosos, regions desèrtiques, i fins i tot, vores de camps de cultiu.
La presència de nèctar en moltes de les espècies indica la importància que té la pol·linització entomòfila, tanmateix algunes espècies són autògames amb fortes barreres d'esterilitat interespecífica. Pel que fa a la dispersió dels fruits, en la tribu Hypecoeae aquelles espècies amb càpsules lomentàcies ho fan mitjançant la fragmentació dels artells. Tanmateix, en la tribu Fumarieae la dispersió sol ser mirmecocòrica, ja que la major part dels tàxons tenen una càpsula dehiscent amb eleosomes ben desenvolupats en les llavors, mentres que en els gèneres que tenen una càpsula indehiscent, aquestes presenten un apèndix a l'àpex per a la dispersió per formigues. El nombre monoploide d'aquesta subfamília és X = 6, 8.
Aquest tàxon es troba dividit en dues tribus:
La tribu Hypecoeae està definida per la presència de fulles en roseta basal, inflorescències cimoses en dicasi llargament pedunculades, sèpals clorofíl·lics, pètals externs lleugerament trilobats, pètals interns fortament dividits en tres lòbuls amb els laterals sencers mentres que el central és espatulat per a la presentació secundària del pol·len. L'androceu el formen quatre estams diteca, un parell intern més gran amb dos feixos vasculars cadascun i dos extrems amb només un feix vascular. Els seus fruits són fragmentables tipus loment o càpsula amb moltes llavors en filera. Aquesta tribu monotípica conté 18 espècies, la majoria de distribució mediterrània encara que algunes són endèmiques de l'Àsia central i la Xina.
La tribu Fumarieae es caracteritza per tindre inflorescències racemoses, flors amb esperó amb simetria bilateral o zigomorfa, sèpals petaloïdeus i l'androceu format per sis estams reunits en dos grups (amb tres feixos vasculars respectivament) albergant cadascun dues anteres monoteca en posició lateral i un diteca en posició central. Encara que la morfologia de l'androceu diferencia ambdues tribus, l'estudi ontogènic del seu desenvolupament mostra que les dues tribus comparteixen el mateix desenvolupament primerenc amb sis primordis independents dels quals en Hypecoum quatre s'agrupen en parelles formant els estams interns durant el desenvolupament floral. Fumarieae també es caracteritza pels seus fruits en càpsules o núcules amb una o dues llavors al seu interior. Aquesta tribu la formen 19 gèneres i unes 570 espècies distribuïdes amplament per l'Hemisferi nord, amb un grup reduït de 3 gèneres endèmics de la regió de Sud-àfrica.

## Taxonomia
El sistema APG IV de 2016 (sense canvis des de l'anterior sistema APG de 1998, el sistema APG II de 2003 i el sistema APG III de 2009) inclou l'antiga família Fumariaceae dins de les Papaveraceae. El sistema APG II preveia la seua segregació opcional com una família separada, però aquesta opció no està reconeguda en el sistema actual APG IV, ni en el sistema APG III.
S'ha proposat un fenomen de "llinatge incomplet" per explicar la baixa capacitat resolutiva dels marcadors moleculars emprats (marcadors plastidials i ribosomals nuclears) en conseqüència de la ràpida separació dels llinatges per la inestabilitat geològica en el Mediterrani durant l'Oligocè. Així, tots els gèneres de la tribu Fumarieae tenen un parentesc comú, és a dir, és un clade monofilètic, a excepció del gènere Cysticapnos que ha demostrat no tindre afinitat genètica amb la resta de gèneres, i per tant, és parafilètic.
- Tribu: Hypecoeae Dumort., 1827

- Hypecoum L., 1753

- Tribu: Fumarieae Dumort., 1827

- Subtribu: Corydalinae

- Adlumia Raf. ex DC., 1821
- Capnoides Mill., 1754
- Corydalis DC., 1805
- Dactylicapnos Wall., 1826
- Dicentra Bernh., 1833
- Ehrendorferia Fukuhara i Lidén, 1997
- Ichtyoselmis Lidén i Fukuhara, 1997
- Lamprocapnos Endl., 1850

- Subtribu: Fumariinae

- Ceratocapnos Durieu, 1844
- Cryptocapnos Rech.f., 1968
- Cysticapnos Mill., 1754
- Discocapnos Cham. i Schltdl., 1826
- Fumaria L., 1753
- Fumariola Korsh., 1898
- Platycapnos (DC., 1821) Bernh., 1833
- Pseudofumaria Medik., 1789
- Rupicapnos Pomel, 1860
- Sarcocapnos DC., 1821
- Trigonocapnos Schltr., 1899

## Galeria

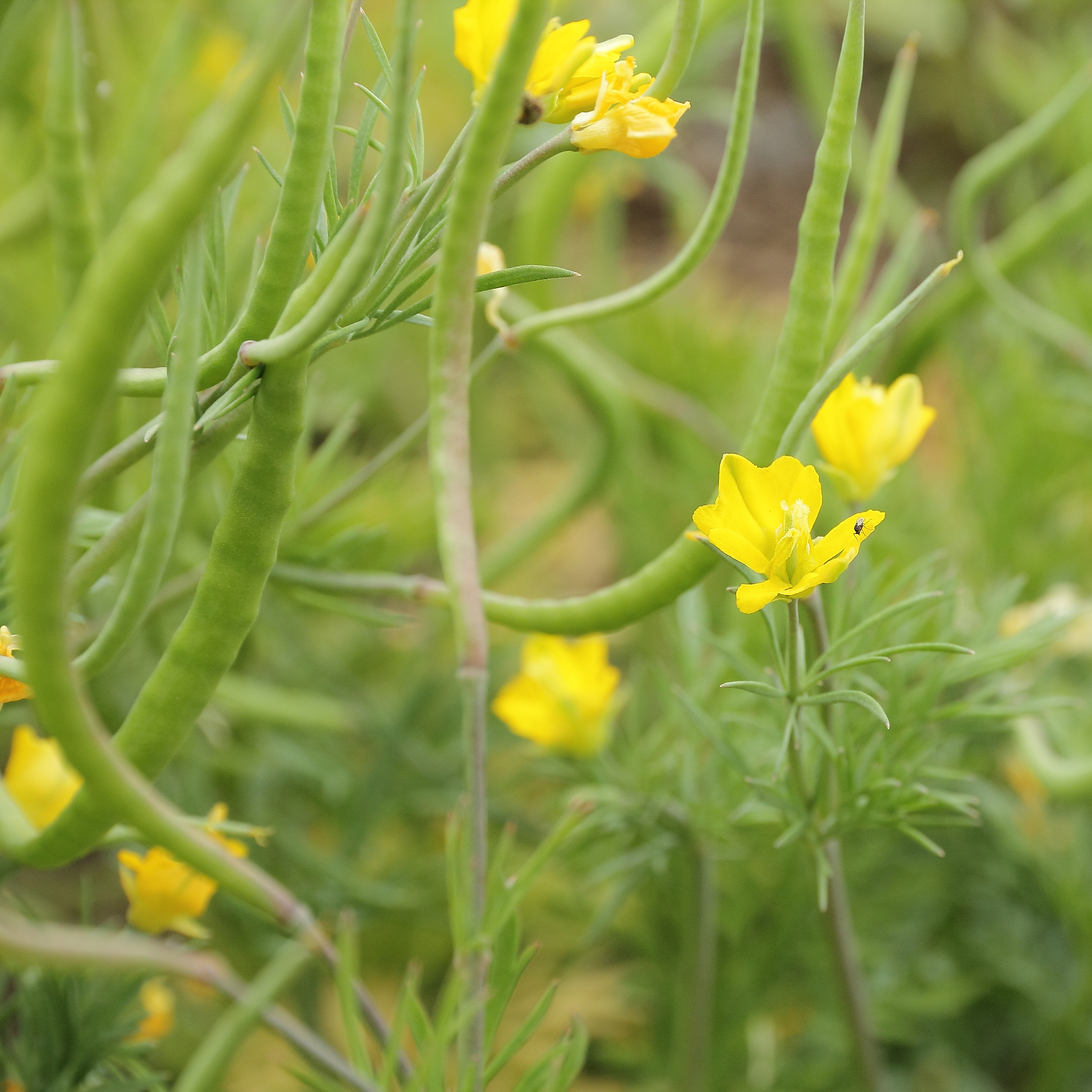
Hypecoum procumbens
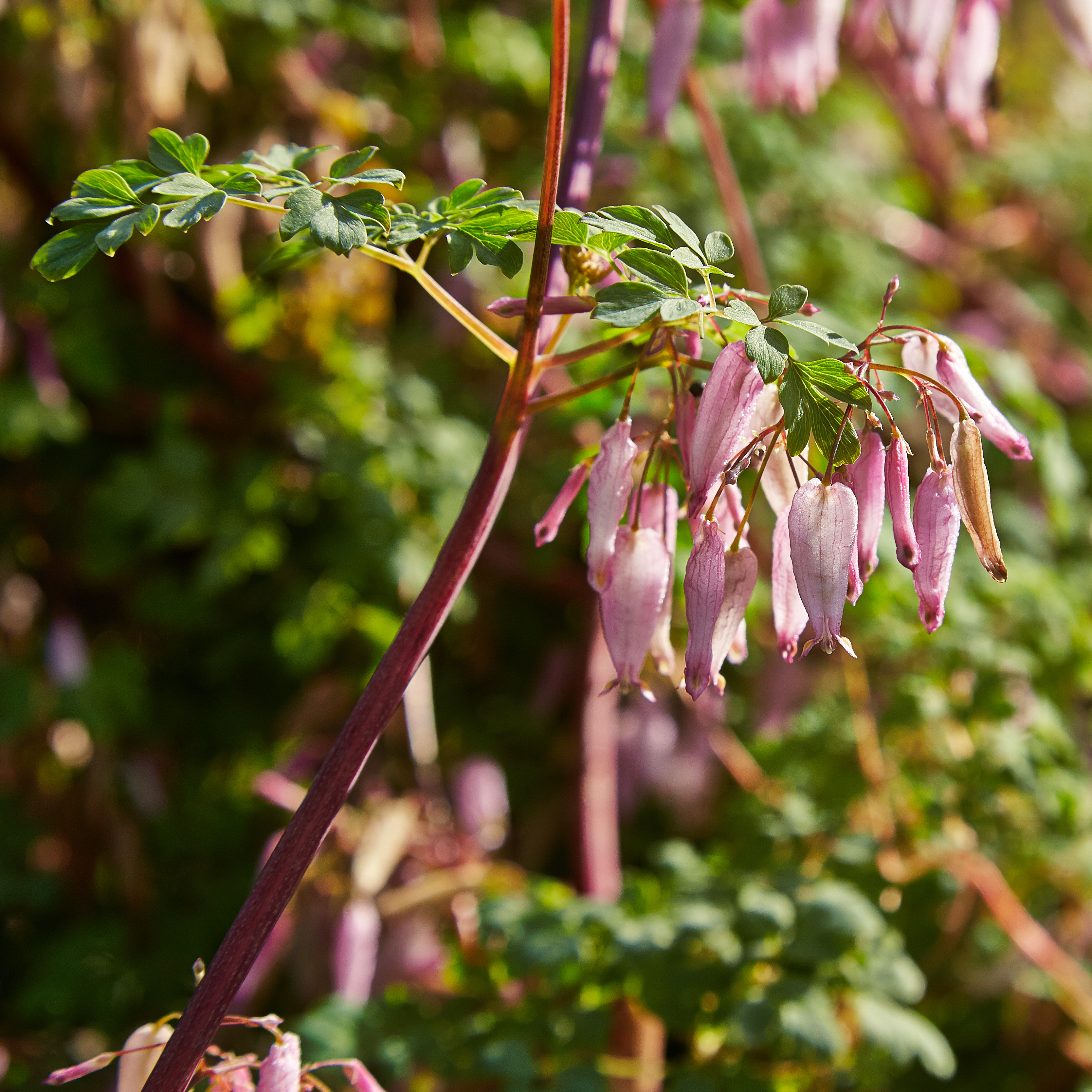
Adlumia fungosa
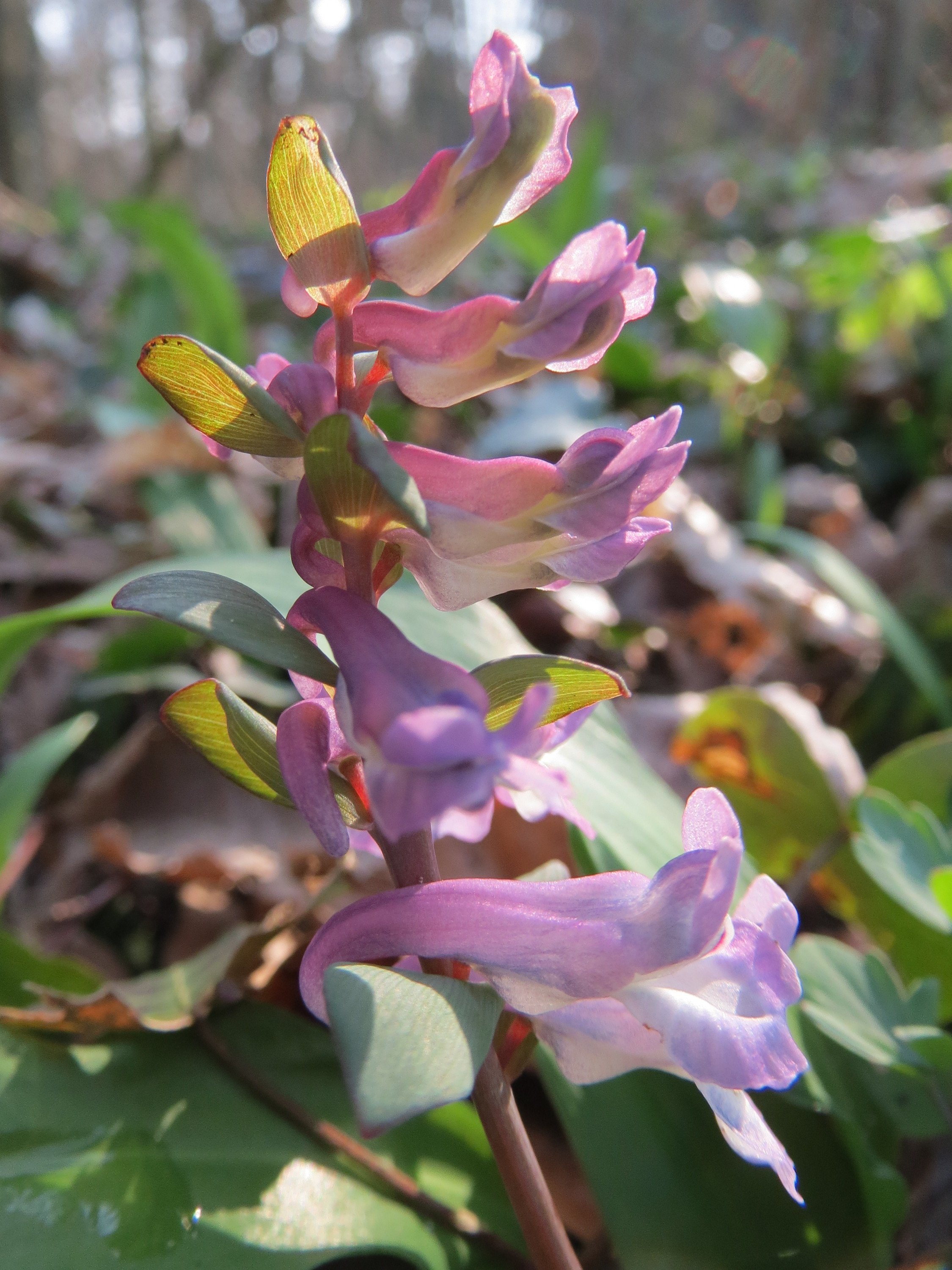
Corydalis cava
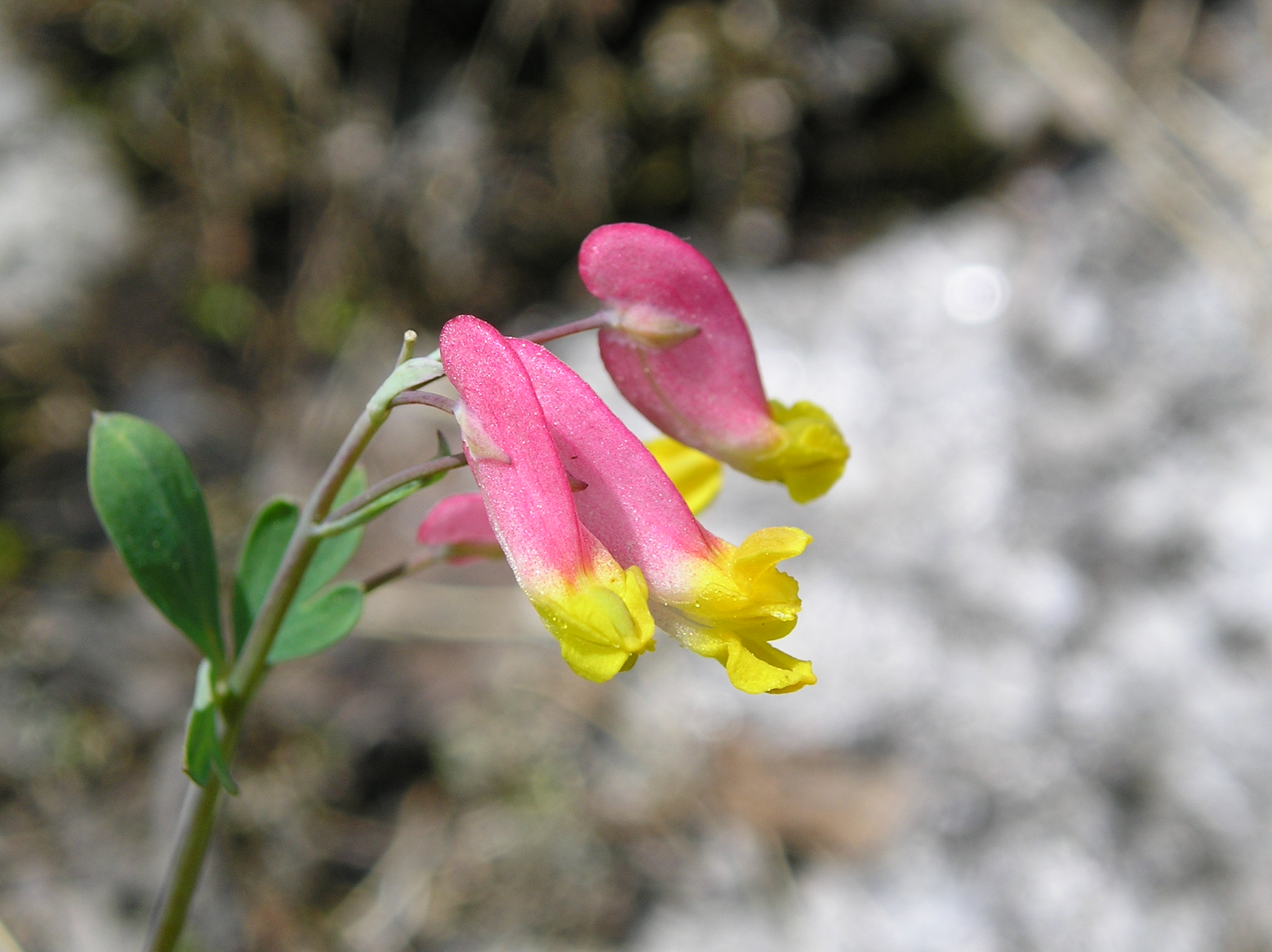
Corydalis sempervirens
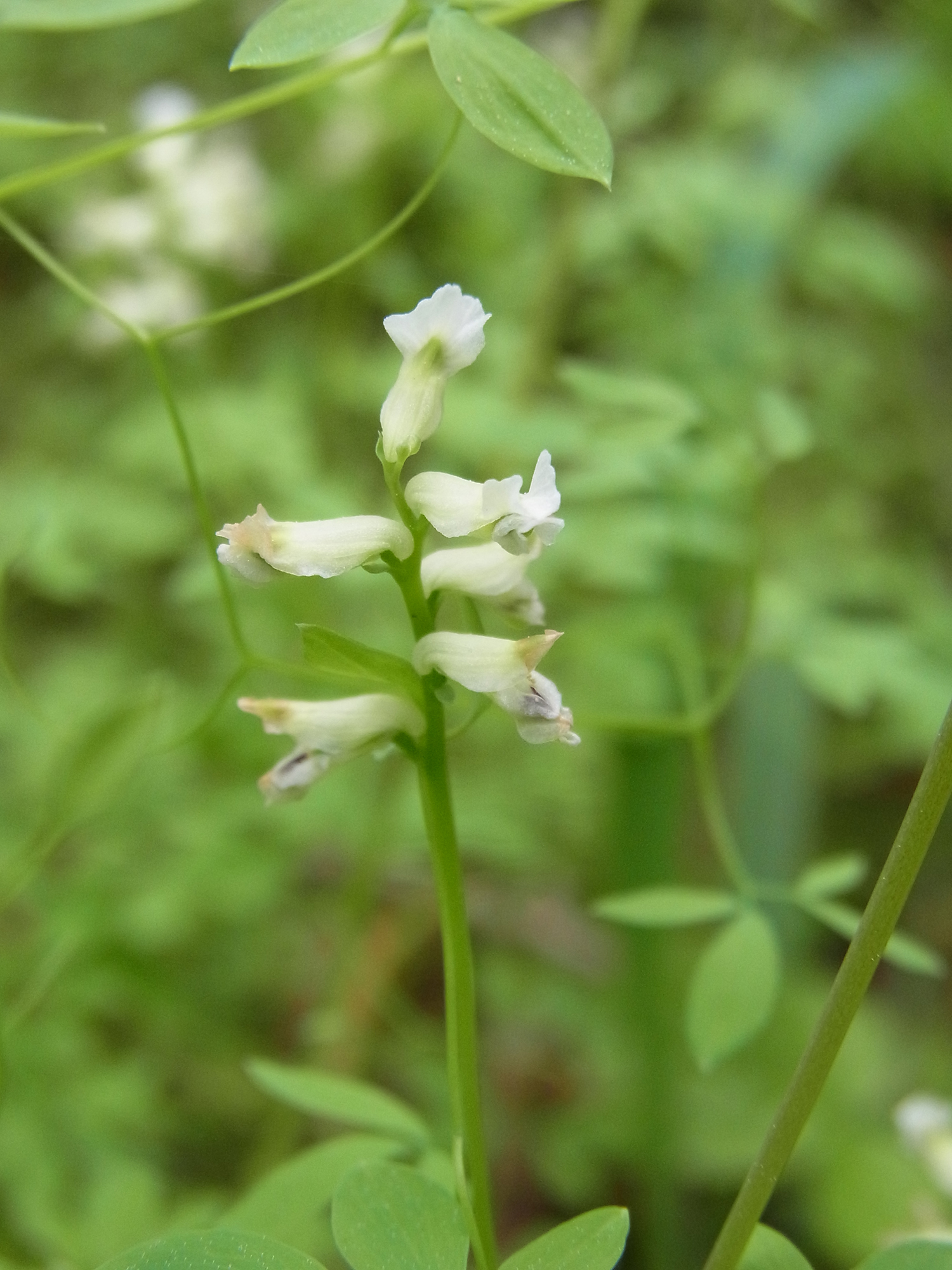
Ceratocapnos claviculata
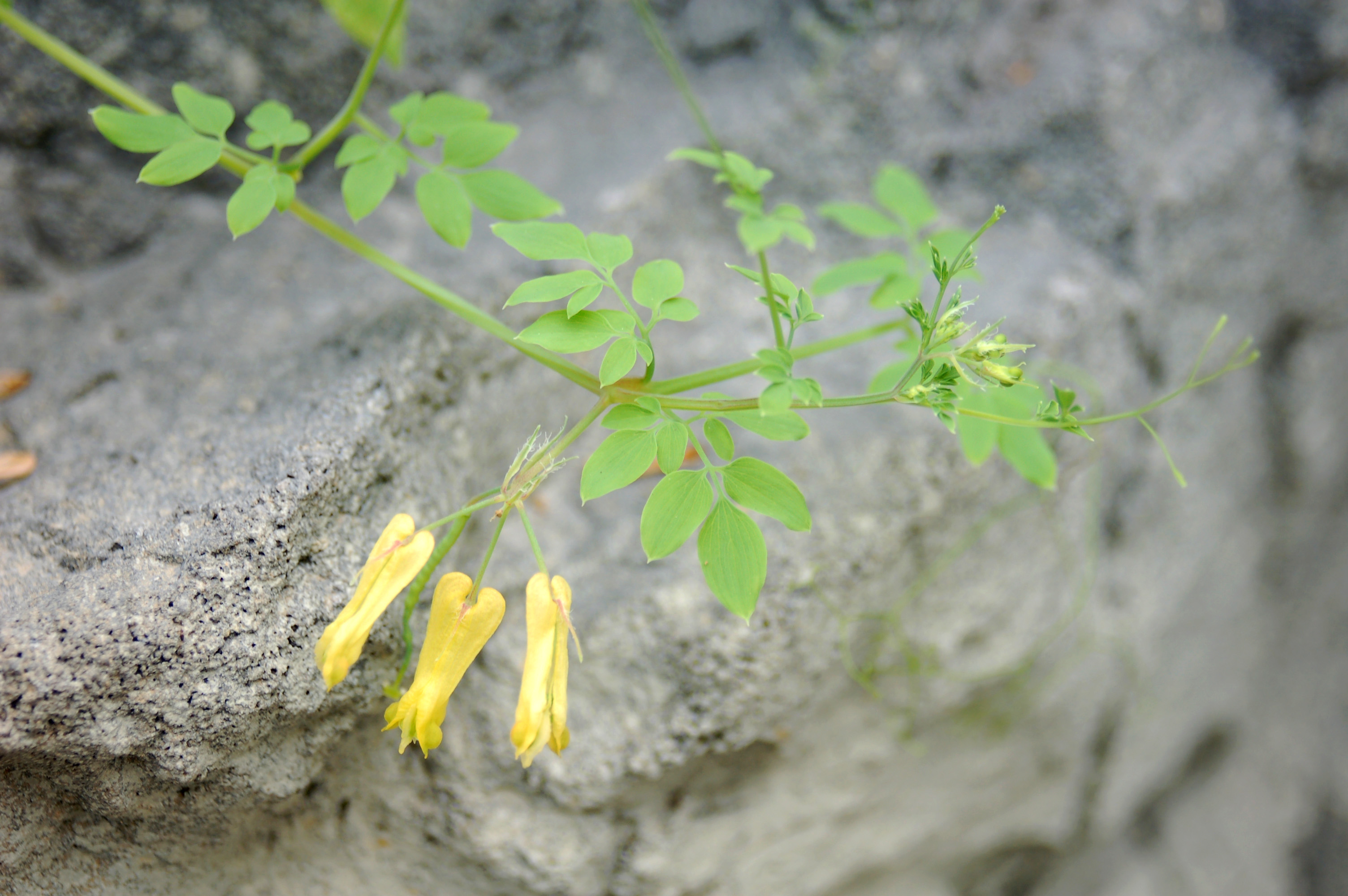
Dicentra scandens
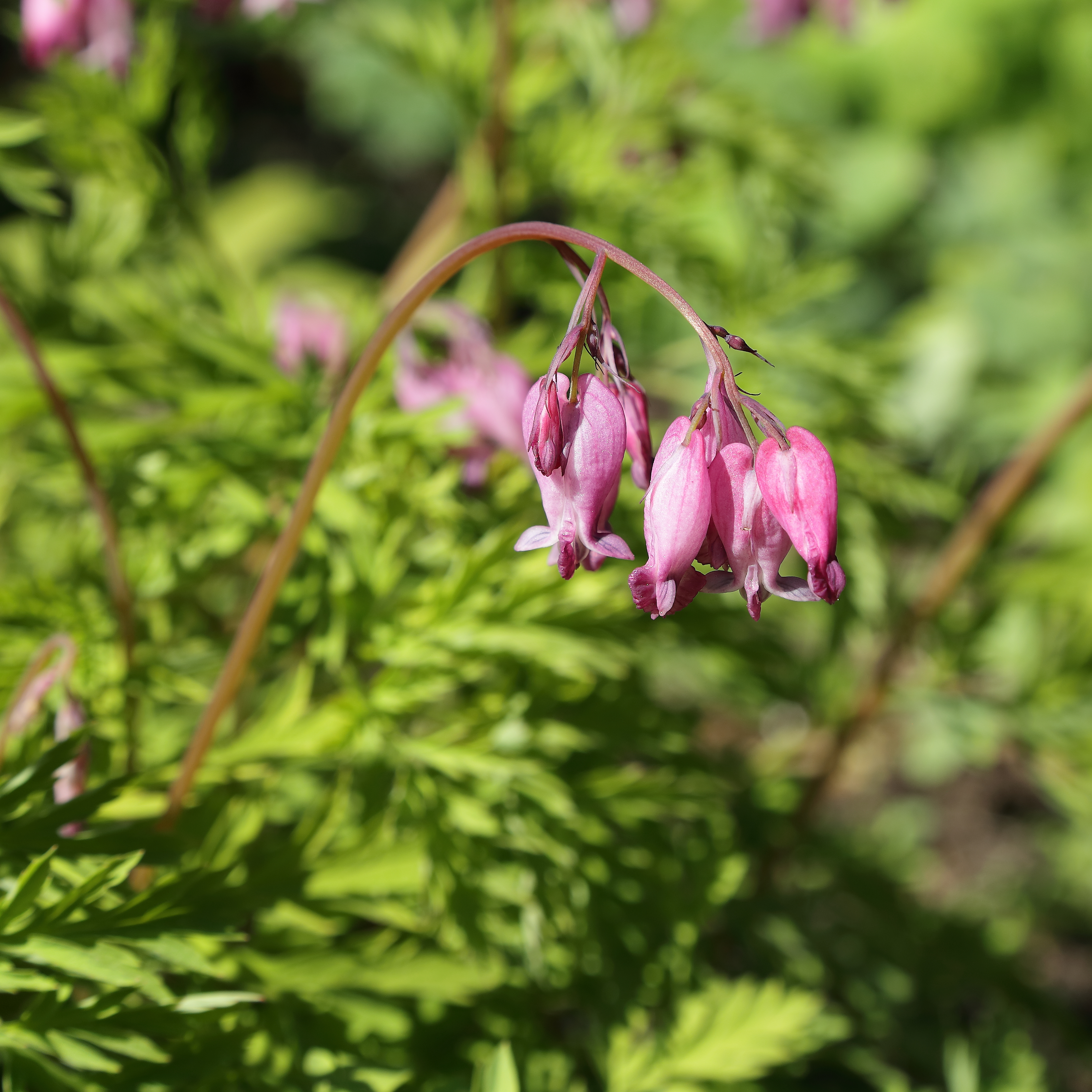
Dicentra formosa
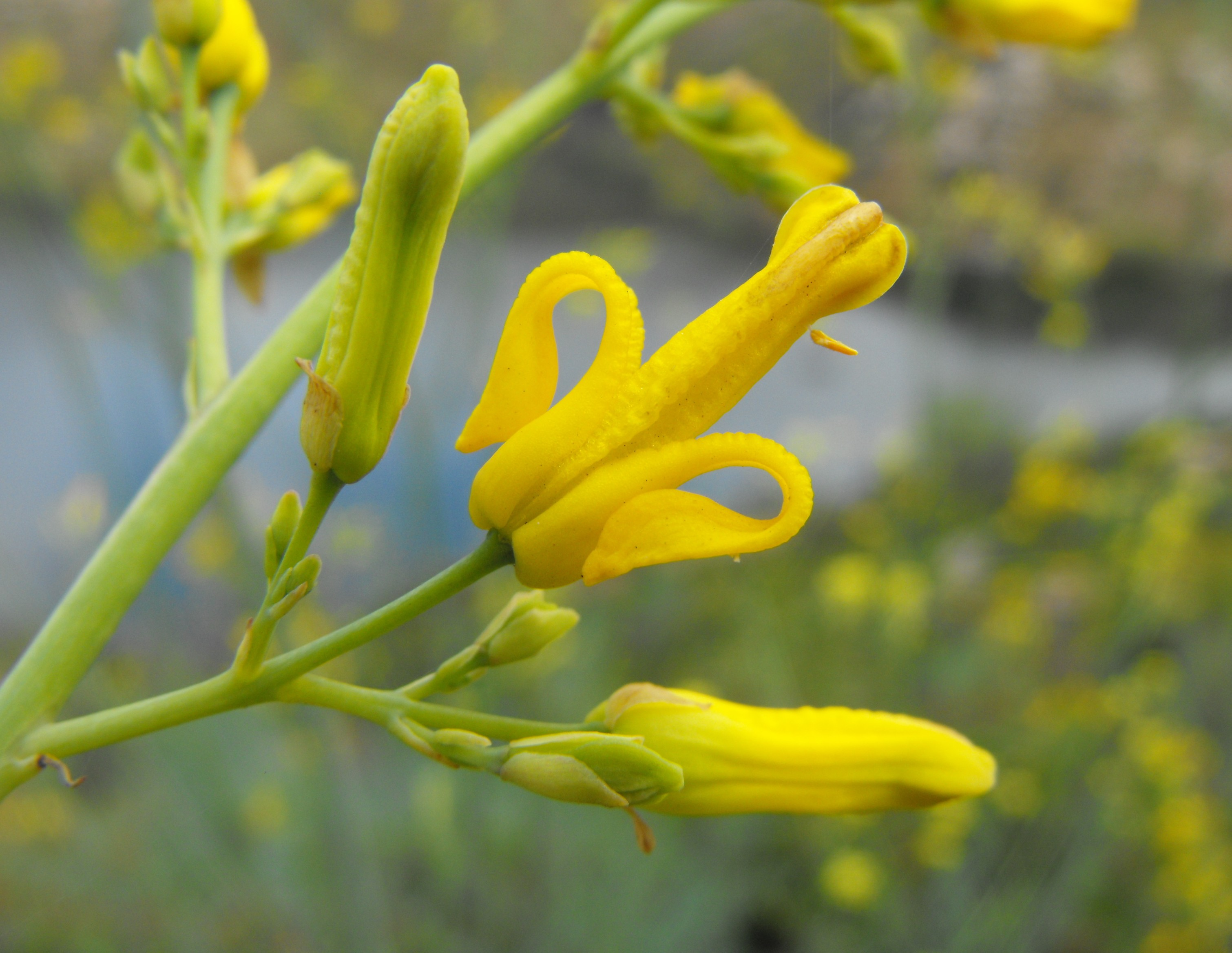
Ehrendorferia chrysantha
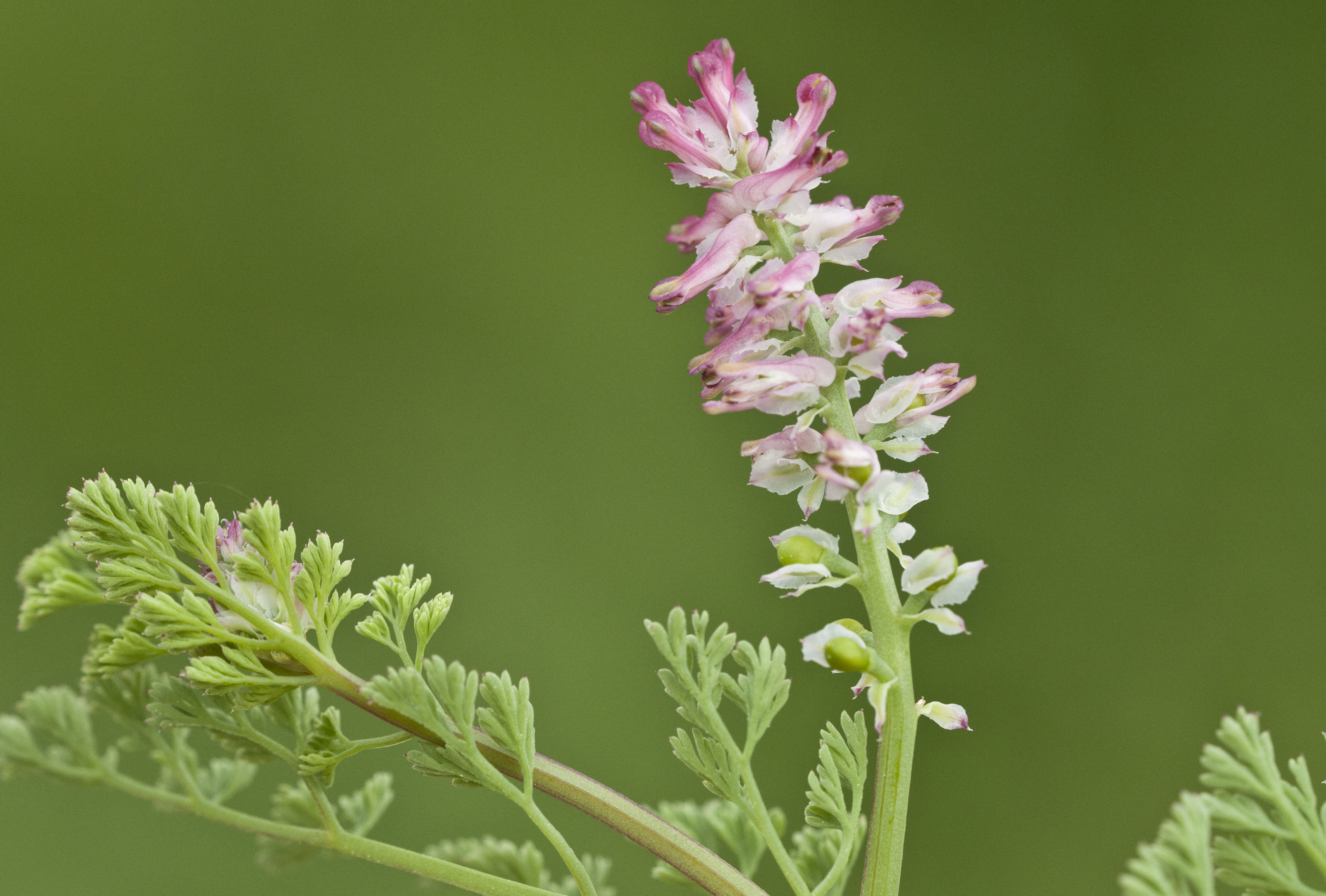
Fumaria officinalis
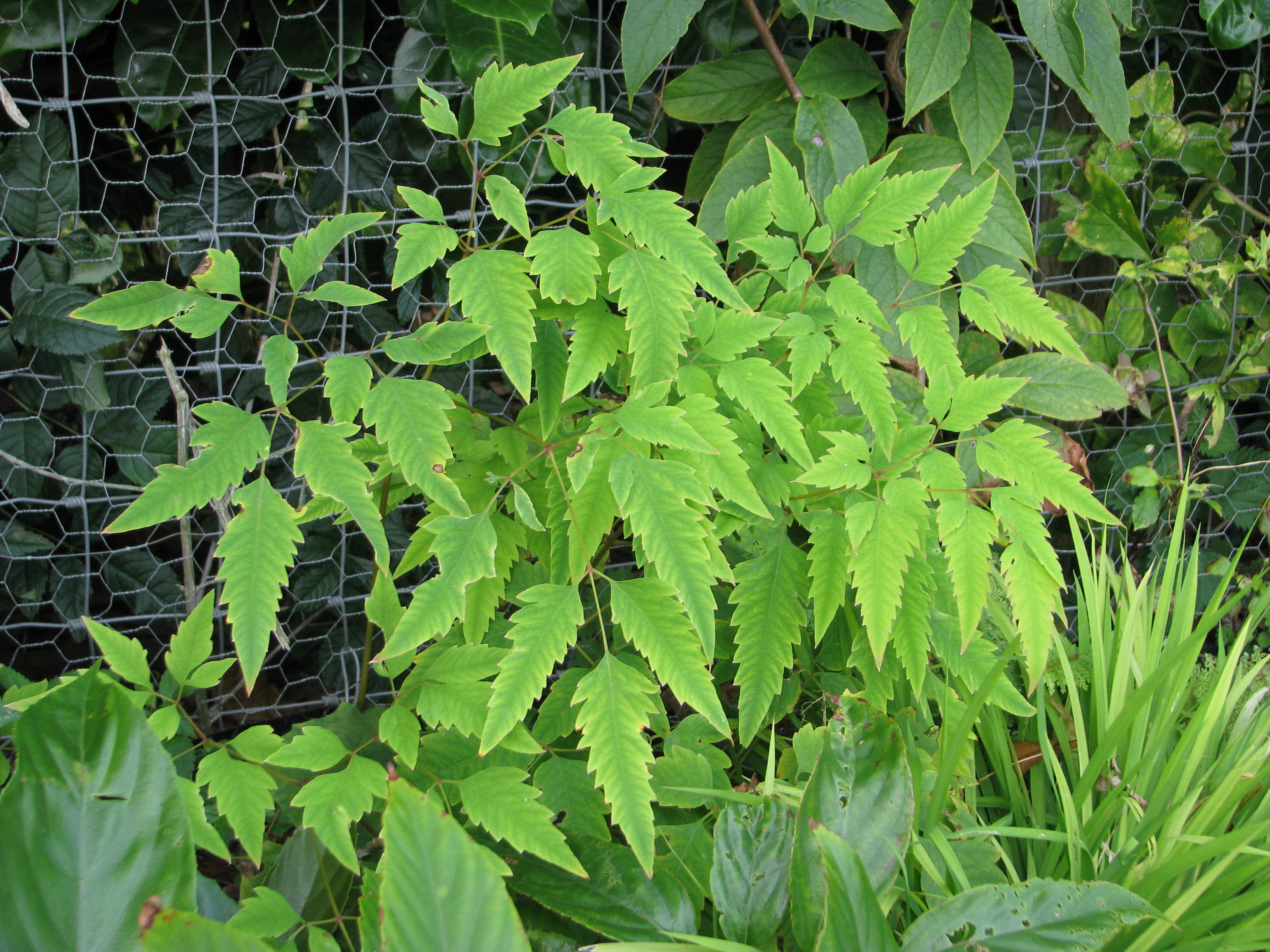
Ichtyoselmis macrantha
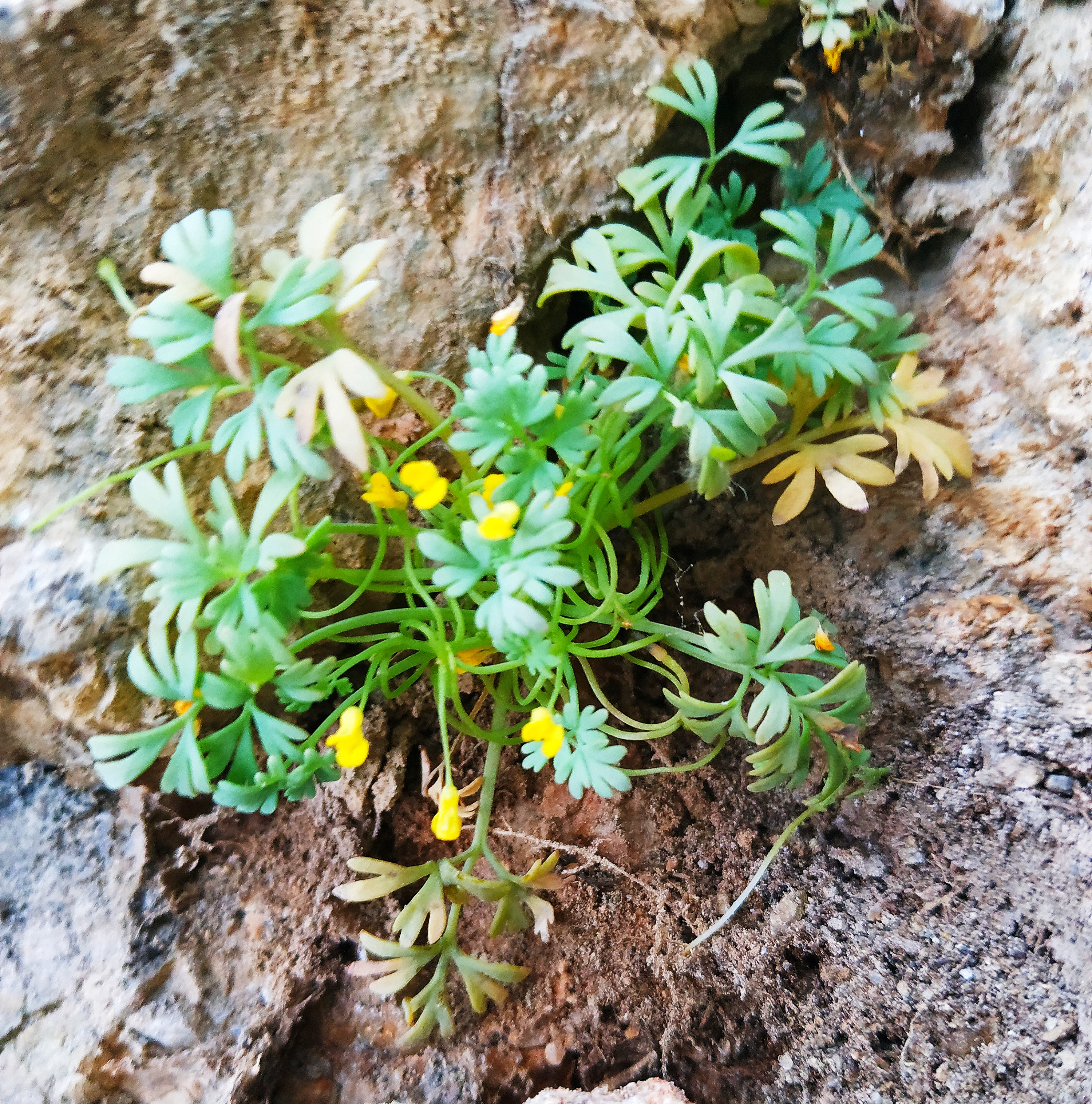
Fumariola turkestanica
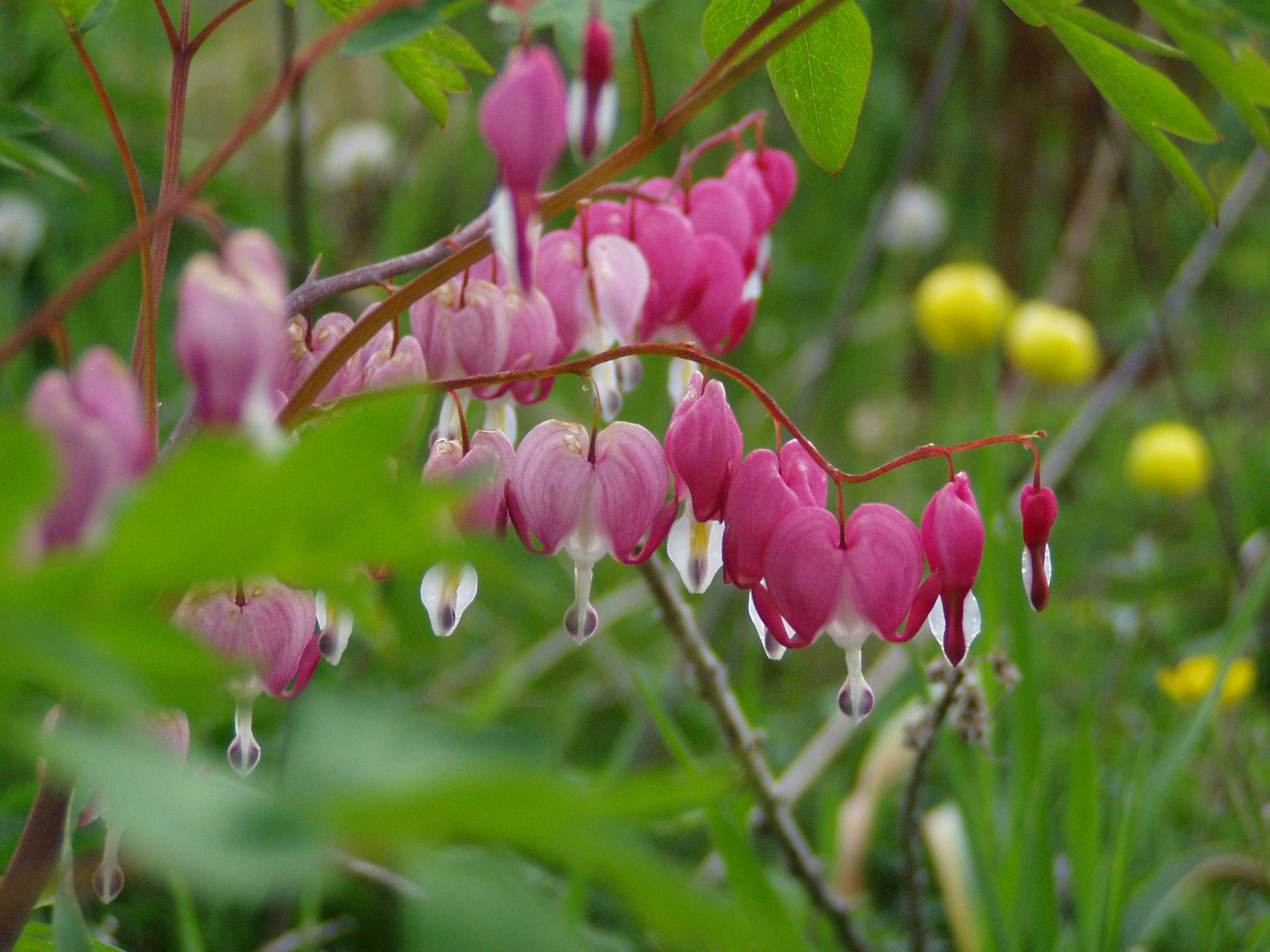
Dicentra spectabilis
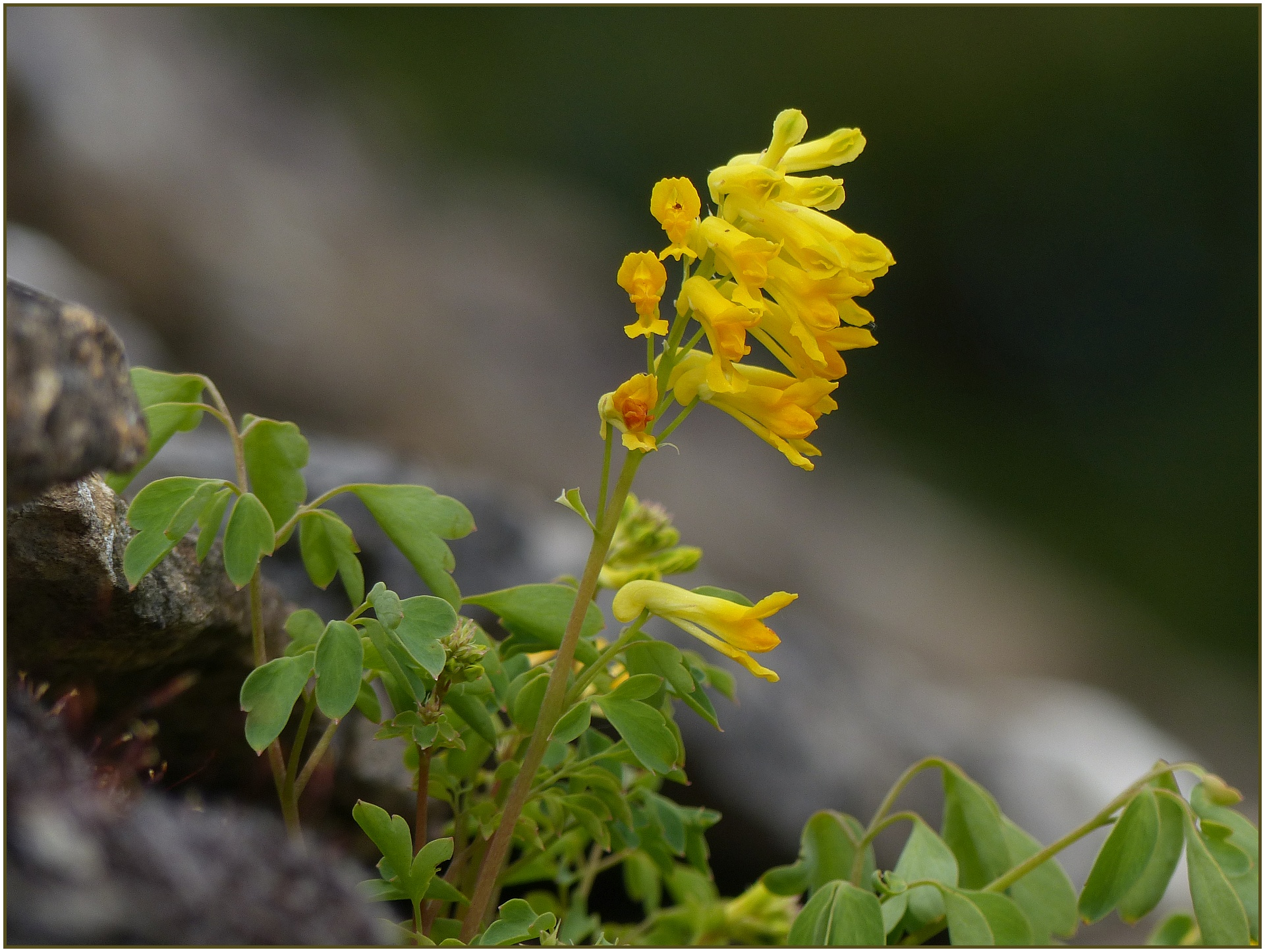
Pseudofumaria lutea
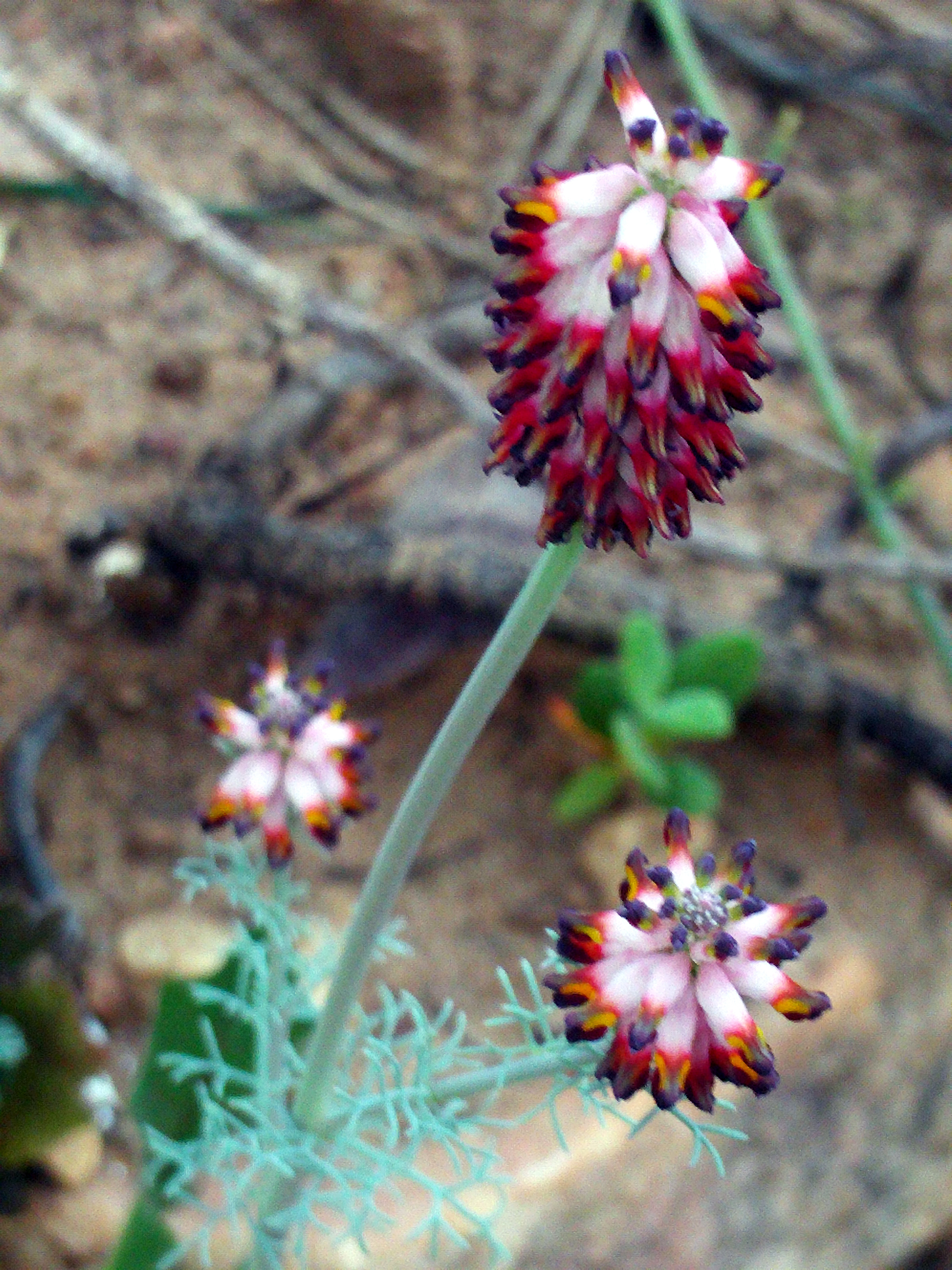
Platycapnos spicata
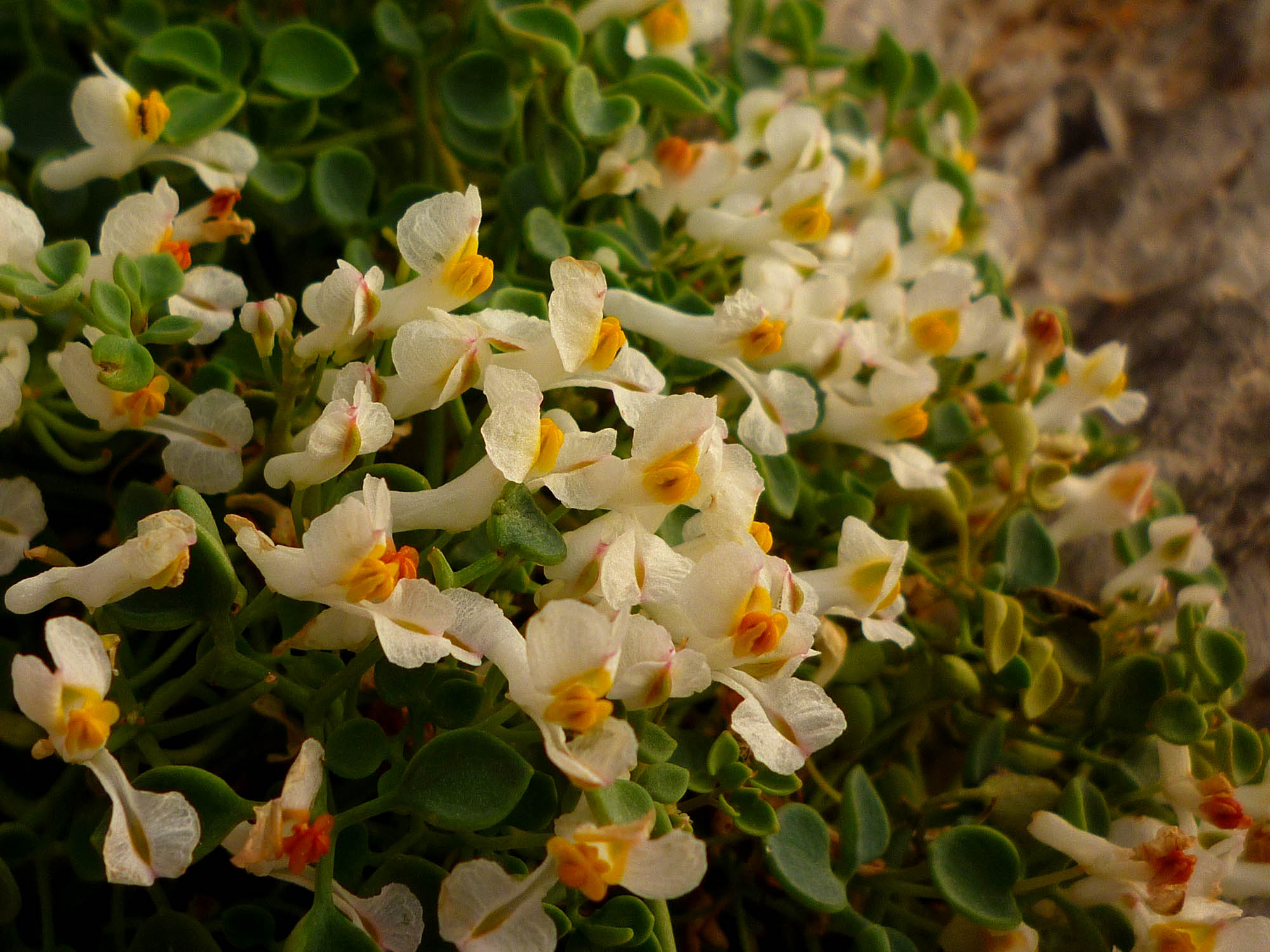
Sarcocapnos enneaphylla
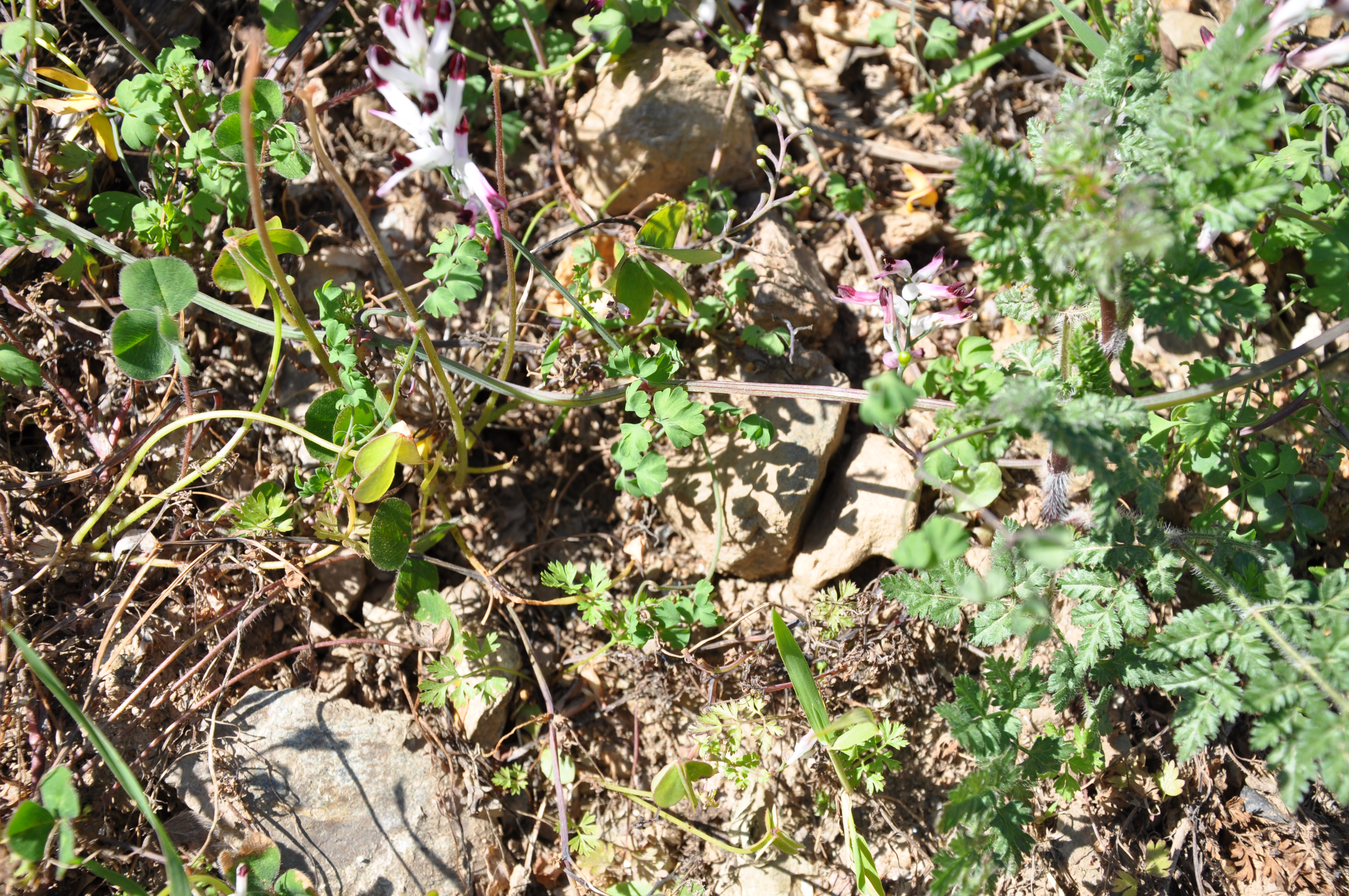
Rupicapnos africana